# Europa-Bergmeisterschaft
Die Europa-Bergmeisterschaft (offiziell FIA European Hill Climb Championship) ist eine europäische Motorsport-Rennserie, die von der FIA ausgetragen wird.
Der Meistertitel wird getrennt nach den Kategorien Produktionswagen und Rennwagen über mehrere Läufe von Bergrennen in einer Saison ermittelt.
Erstmals wurde die Europa-Bergmeisterschaft von 1930 bis 1933 durch die Association Internationale des Automobile Clubs Reconnus (AIACR) ausgetragen und 1957 wieder von der Nachfolgeorganisation FIA etabliert. Damit ist sie die älteste FIA-Rennsportserie.

## Aktuell
Die Europa-Bergmeisterschaft (EBM) wird als Fahrermeisterschaft ausgetragen und gewertet. Lediglich zwischen 1985 und 1988 wurden Hersteller, getrennt nach Gruppe N und Gruppe A, gewertet.

### Fahrzeuge
Der Europameistertitel wird in zwei Kategorien vergeben, in denen folgende Fahrzeuge startberechtigt sind:
Kategorie I – Produktionswagen
- Gruppe N – Produktionswagen
- Gruppe A – Tourenwagen (inkl. World Rally Cars und Super 1600)
- Gruppe SP – Superproduktionswagen
- Gruppe S20 – Super 2000-Fahrzeuge (Rallye und Rundstrecke)
- Gruppe GT – Fahrzeuge der Klassen GT1, GT2 und GT3

Seit 2021 bilden die FIA-Performance-Gruppen die Grundlage für die Einteilung der Produktionswagen. Jedes Fahrzeug ist dabei einer Performance-Gruppe zwischen 1 und 5 zugeordnet, wobei eine niedrige Zahl der Punkte und der Gruppe für eine höhere Leistungsfähigkeit steht. Die zur Ermittlung der Gruppe herangezogenen Punkte ergeben sich individuell aus Motorleistung, Antrieb, Gewicht, Fahrwerk und Aerodynamik. Die Zugehörigkeit zu einer der "traditionellen" Gruppen ist nahezu belanglos, fließt aber durch die Änderungen am Fahrzeug in die Punkte-Einteilung mit ein. Auch nicht-homologierte Fahrzeuge können in eine der Gruppen eingeordnet werden.
Kategorie II – Rennwagen
- Gruppe CN – Produktionssportwagen
- Gruppe D/E2-SS – Ein- oder zweisitzige Rennwagen einer internationalen Formel oder formelfrei mit einem maximalen Hubraum von 3000 cm³. Dies sind hauptsächlich Fahrzeuge der Formel 3 und der Formel 3000.
- E2-SC – Zweisitzige Sportwagen bis 3000 cm³
- E2-SH – Silhouetten-Tourenwagen

Bis inklusive 2008 waren in der Kategorie II die Klassen E2-SH und E2-SC nicht existent. Bis dahin waren zweisitzige Sport- und einsitzige Formelwagen bis 3000 cm³ in der Gruppe E2 vereint. Für 2009 erfolgte eine entsprechende Aufspaltung.
Die Veranstalter müssen sowohl für Klassensiege wie Platzierungen in den Gruppen (nicht Kategorien), und selbstverständlich im Gesamtklassement Geldprämien zahlen. Durch diese Vorschrift will die FIA für ein hochklassiges Starterfeld sorgen. Die Einzelprämien werden kumuliert, so dass ein erfolgreicher Teilnehmer durchaus mit einer Gesamtprämie um 1.000.- € bei einem Rennen rechnen kann.

### Rennen
Die Streckenlänge pro Lauf soll zwischen 5.000 und 7.000 m betragen. Ab 2014 darf jedes Land nur einen Meisterschaftslauf ausrichten.
1. Frankreich: Col St. Pierre bei Saint-Jean-du-Gard
2. Österreich: Großer Bergpreis von Österreich, (51. Rechbergrennen)
3. Portugal: Rampa da Falperra
4. Spanien: Subida al Fito
5. Tschechien: Ecce Homo Šternberk
6. Italien: 74. Monte Bondone
7. Polen: GSMP Limanowa
8. Deutschland: 57. Osnabrücker Bergrennen
9. Schweiz: Course de côte international St-Ursanne – Les Rangiers
10. Slowenien: 31. Petrol Ferrari (Ilirska Bistrica – Šembije)
11. Kroatien: 44. Buzetski dani bei Buzet (Kroatien)

### Ehemalige Rennen
- Freiburg-Schauinsland (Deutschland)
- ADAC Trierer Bergrennen (Deutschland)
- Rhön-Bergrennen (Deutschland, 1983)
- Turckheim (Frankreich)
- Ascoli Piceno (Italien)
- Biella–Oropa (Italien)
- Cronoscalata Pian Camuno–Montecampione (Italien)
- Monte Bondone (Italien)
- Monte Erice (Italien)
- Trofeo Valle Camonica (Italien)
- Dobratsch (Österreich)
- Gaisbergrennen (Österreich)
- Rampa Internacional Serra da Estrela – Cidade Da Covilhã (Portugal)
- Ollon–Villars (Schweiz). Nach dieser Strecke wurde ein Porsche 906 Bergspyder benannt.[7]
- Sierre–Crans-Montana (Schweiz)
- Slovakia Matador bei Pezinok (Slowakei)
- Jaizkibel Spanien
- Pécs (Ungarn)

### Saisonaufteilung und Punktevergabe
Der Kalender wird in zwei Saisonhälften aufgeteilt; bei einer ungeraden Zahl der Rennen hat der erste Saisonteil eines mehr. In jeder Saisonhälfte gibt es ein Streichergebnis. Wenn mindestens 5 Fahrzeuge in der Gruppe gestartet sind (die Lichtschranke ausgelöst haben), gilt die Gruppe als "voll", und es gibt die volle Punktzahl: 25 18 15 12 10 8 6 4 2 1 (ein Punkt an jeden gewerteten Teilnehmer, auch nach dem 10. Rang). Bei weniger als fünf Fahrzeugen werden die Punkte halbiert.

### Klassement
Während der laufenden Saison werden alle Fahrer aufgeführt, die Punkte haben. Im Endklassement werden nur die Fahrer berücksichtigt, die drei oder mehr Ergebnisse aufzuweisen haben. Ab dem vorletzten Rennen wird die Tabelle bereinigt, also die Fahrer eliminiert oder nicht aufgenommen, die nicht auf drei Resultate kommen können.

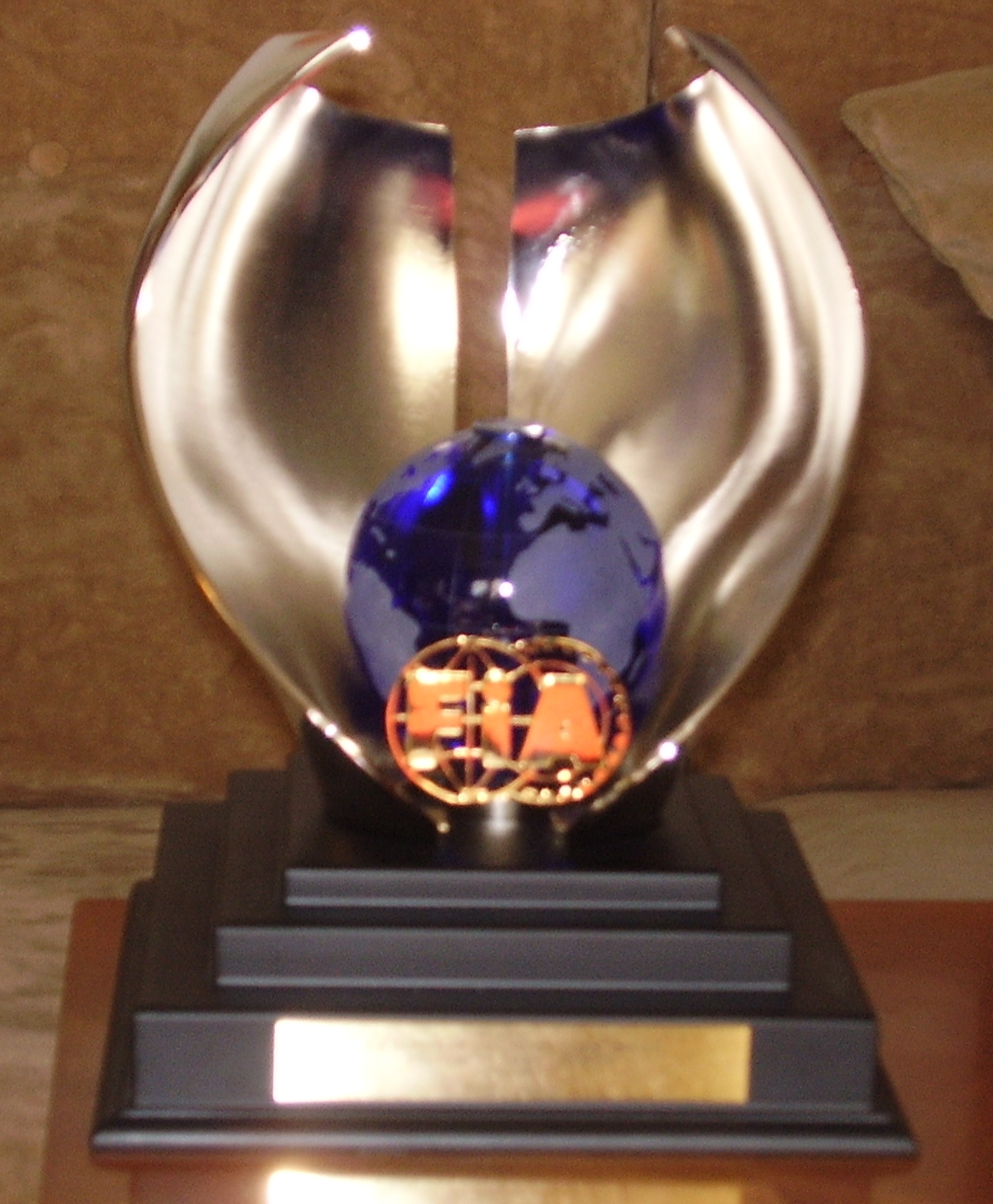
FIA-Pokal für den Gewinn der Europa-Bergmeisterschaft 2010

#### Geldpreise
Unabhängig von den Geldprämien der Einzelrennen werden für die Platzierungen im Gesamt-Schlussklassement Geldpreise zwischen 1. Rang € 3.630.– und 8. Rang € 330.– bei der Jahres-Siegerehrung vergeben. Für jeden gutgeschriebenen Meisterschaftspunkt kommt noch eine Prämie von € 5.– dazu, so dass beispielsweise 185 Punkte aus der Saison des Siegers 925.-€ ergeben, die zu den 3.630.-€ addiert werden.

## Geschichte und Meister

### 1930 bis 1933
Die erstmals 1930 ausgetragene Europa-Bergmeisterschaft wurde damals von der Association Internationale des Automobile Clubs Reconnus (AIACR), einer Vorläuferorganisation der FIA, organisiert. Der Europameistertitel wurde, wie heute auch noch, in zwei Kategorien vergeben. Dabei war die Kategorie I für Rennwagen und die Kategorie II für Sportwagen vorgesehen. 1930 bestand die Meisterschaft aus 10 Rennen in 10 Ländern, darunter so berühmte Rennen wie das Bergrennen Shelsley Walsh in England, das Klausenrennen in der Schweiz oder das Schauinsland-Rennen in Deutschland. Ab 1932 zählte auch das Gaisbergrennen in Österreich dazu. In den Jahren nach 1930 ging es jedoch mit der EBM stetig bergab. So wurden 1931 noch acht Rennen ausgetragen, 1932 nur noch fünf und 1933 schließlich nur noch vier Rennen, so dass die Meisterschaft 1934 schließlich eingestellt wurde.
| Jahr | Rennwagen           | Rennwagen        | Sportwagen        | Sportwagen    |
| Jahr | Fahrer              | Fahrzeug         | Fahrer            | Fahrzeug      |
| ---- | ------------------- | ---------------- | ----------------- | ------------- |
| 1930 | Hans Stuck          | Austro-Daimler   | Rudolf Caracciola | Mercedes-Benz |
| 1931 | Juan Zanelli        | Nacional Pescara | Rudolf Caracciola | Mercedes-Benz |
| 1932 | Rudolf Caracciola   | Alfa Romeo       | Hans Stuck        | Mercedes-Benz |
| 1933 | Carlo Felice Trossi | Alfa Romeo       | Mario Tadini      | Alfa Romeo    |

### 1957 bis 1959

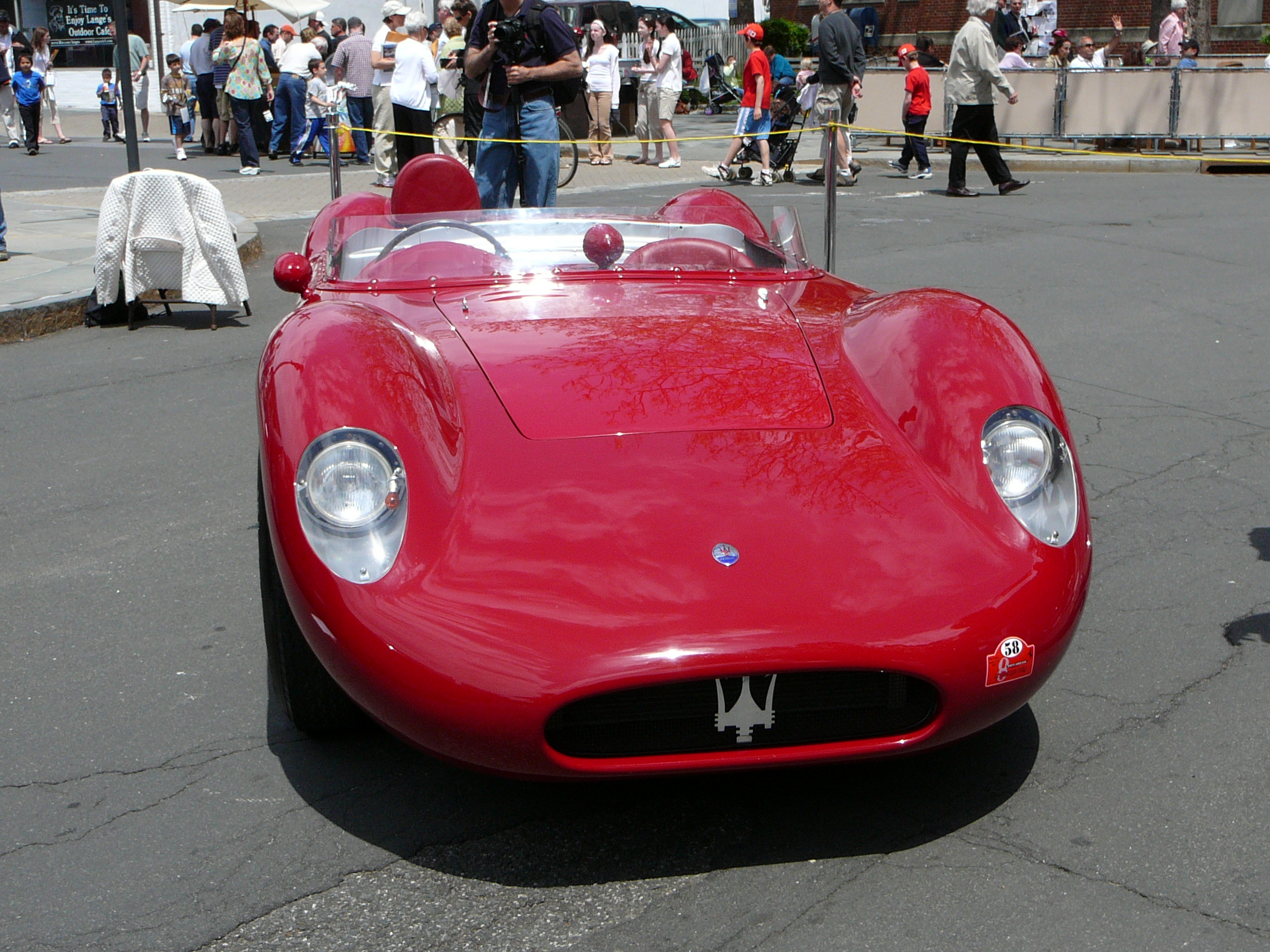
Maserati 200 SI

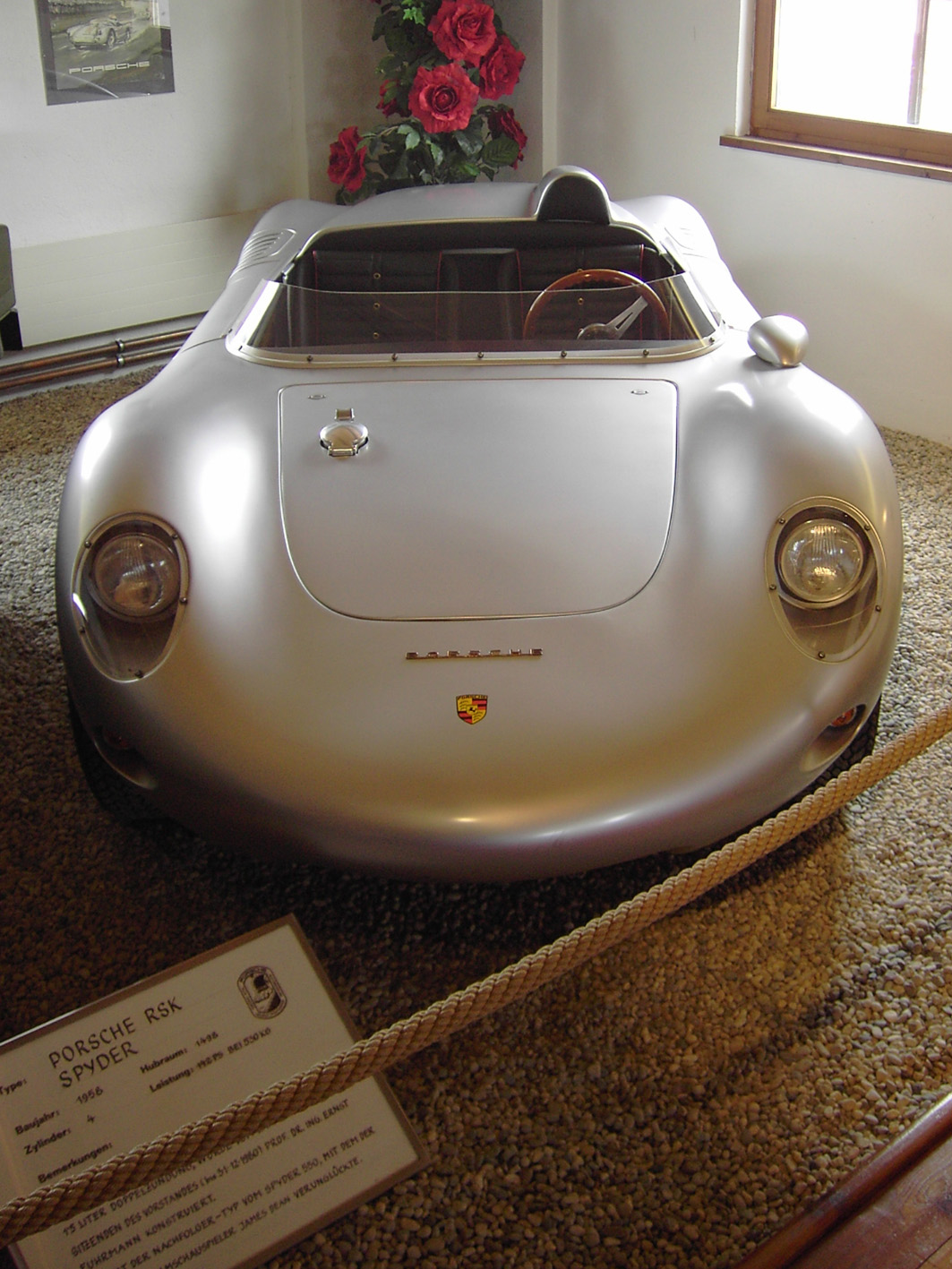
Porsche 718 RSK Spyder

1957 wurde die Europa-Bergmeisterschaft durch die FIA wiederbelebt. In der ersten Saison wurden 6 Rennen ausgetragen. In den Anfangsjahren von 1957 bis 1959 wurde der Europameistertitel nur in einer, relativ freien, Kategorie vergeben.
| Jahr | Fahrer                         | Fahrzeug        |
| ---- | ------------------------------ | --------------- |
| 1957 | Willy Daetwyler                | Maserati 200SI  |
| 1958 | Wolfgang Graf Berghe von Trips | Porsche 718 RSK |
| 1959 | Edgar Barth                    | Porsche 718 RSK |

### 1960 bis 1966

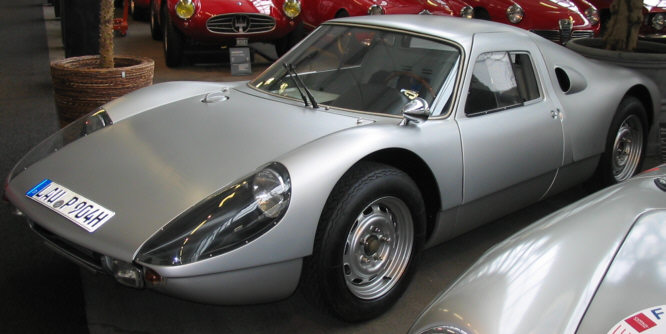
Porsche 904 Carrera GTS

Ab 1960 wurde die EBM wieder in 2 Kategorien ausgefahren. Das Reglement und die Bezeichnung der Kategorien wechselte aber in den Folgejahren immer wieder. Bis zum Jahr 1966 war die Kategorie I für GT-Fahrzeuge und die Kategorie II für Sportwagen vorgesehen.
| Jahr | GT                   | GT                         | Sportwagen          | Sportwagen          |
| Jahr | Fahrer               | Fahrzeug                   | Fahrer              | Fahrzeug            |
| ---- | -------------------- | -------------------------- | ------------------- | ------------------- |
| 1960 | Huschke von Hanstein | Porsche 356 Carrera        | Heini Walter        | Porsche 718 RSK     |
| 1961 | Heinz Schiller       | Porsche 356 Carrera Abarth | Heini Walter        | Porsche 718 RS 60   |
| 1962 | Hans Kuhnis          | Porsche 356 Carrera Abarth | Ludovico Scarfiotti | Ferrari Dino 196 SP |
| 1963 | Herbert Müller       | Porsche 356 Carrera Abarth | Edgar Barth         | Porsche 718 RS 61   |
| 1964 | Heini Walter         | Porsche 904 GTS            | Edgar Barth         | Porsche 718 RS 61   |
| 1965 | Herbert Müller       | Porsche 904 GTS            | Ludovico Scarfiotti | Ferrari Dino 206P   |
| 1966 | Eberhard Mahle       | Porsche 911                | Gerhard Mitter      | Porsche 906         |

Fahrer in gelb: Europameister

### 1967 bis 1974

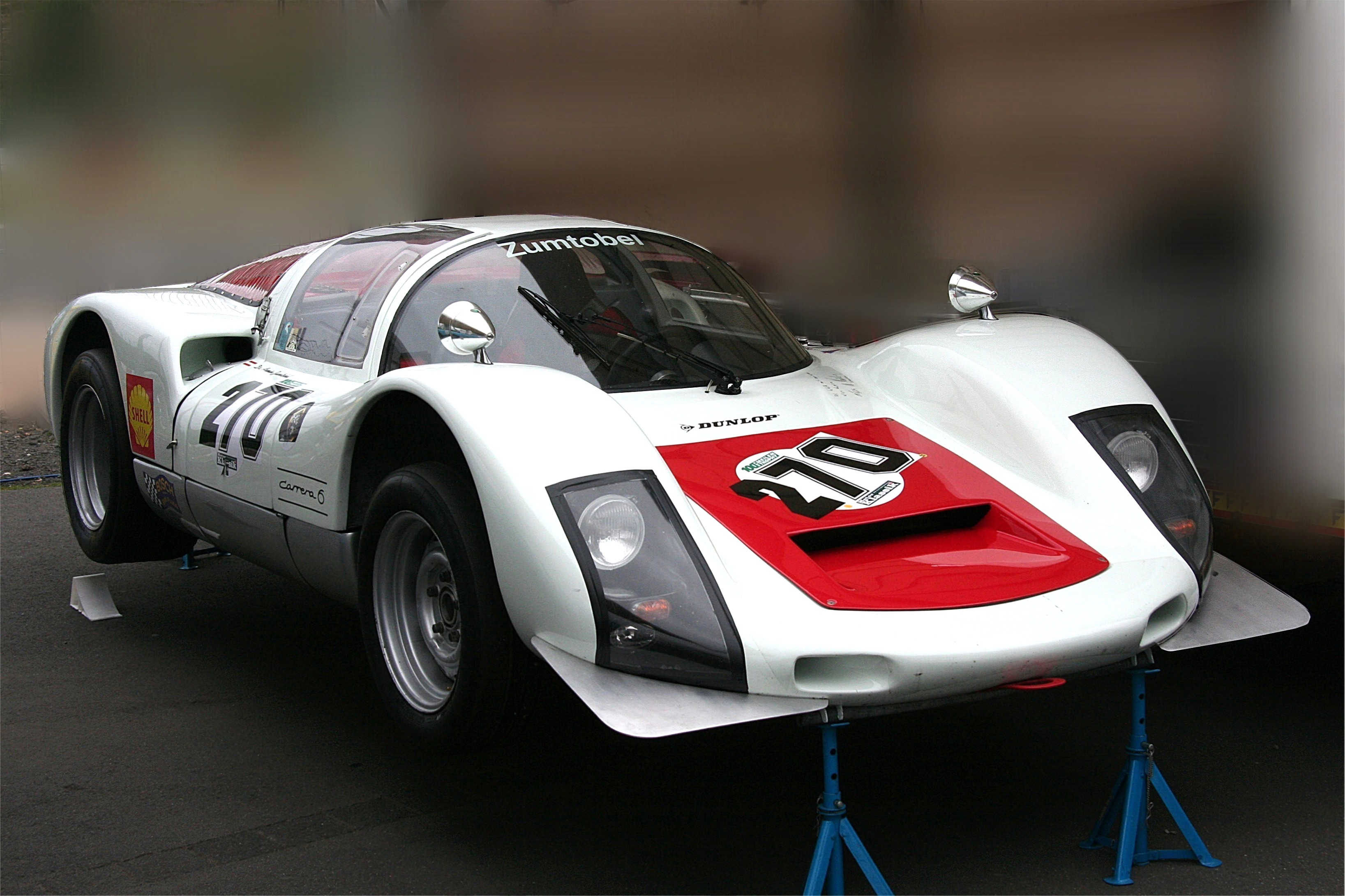
Porsche 906, 2008 beim DAMC 05 Oldtimer Festival Nürburgring

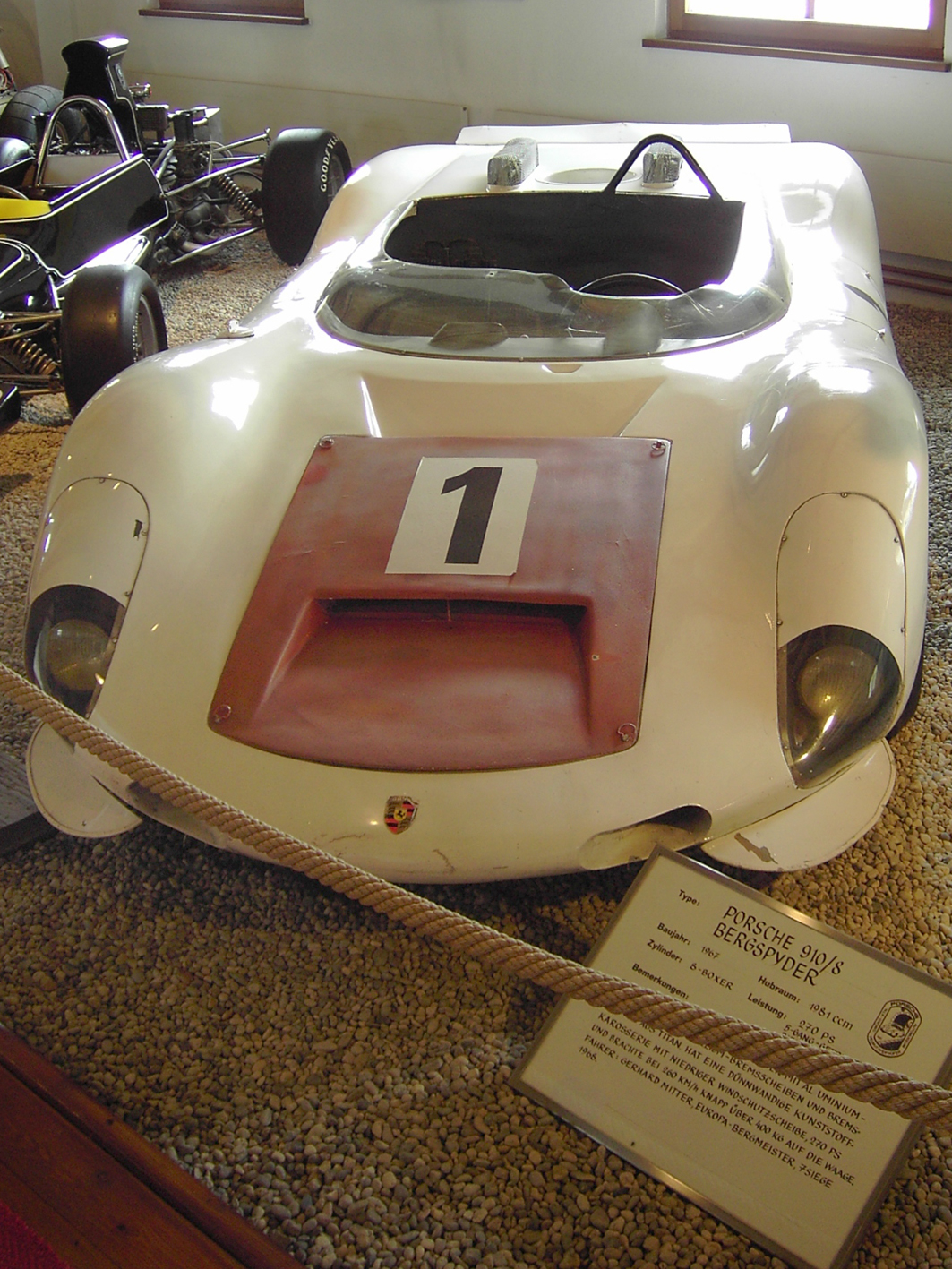
Porsche 910 Bergspyder

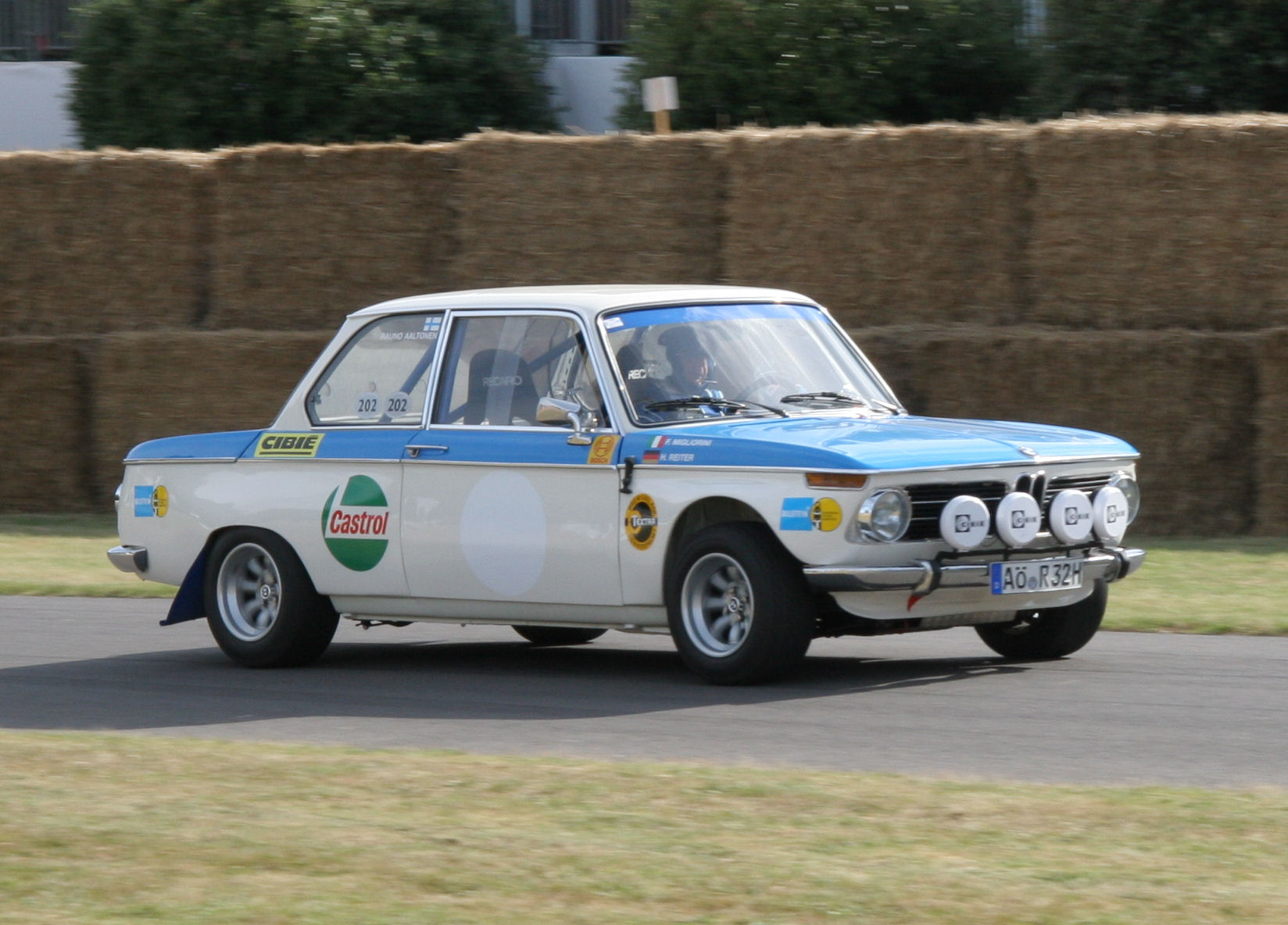
BMW 2002ti Rally auf dem Goodwood Festival of Speed 2006

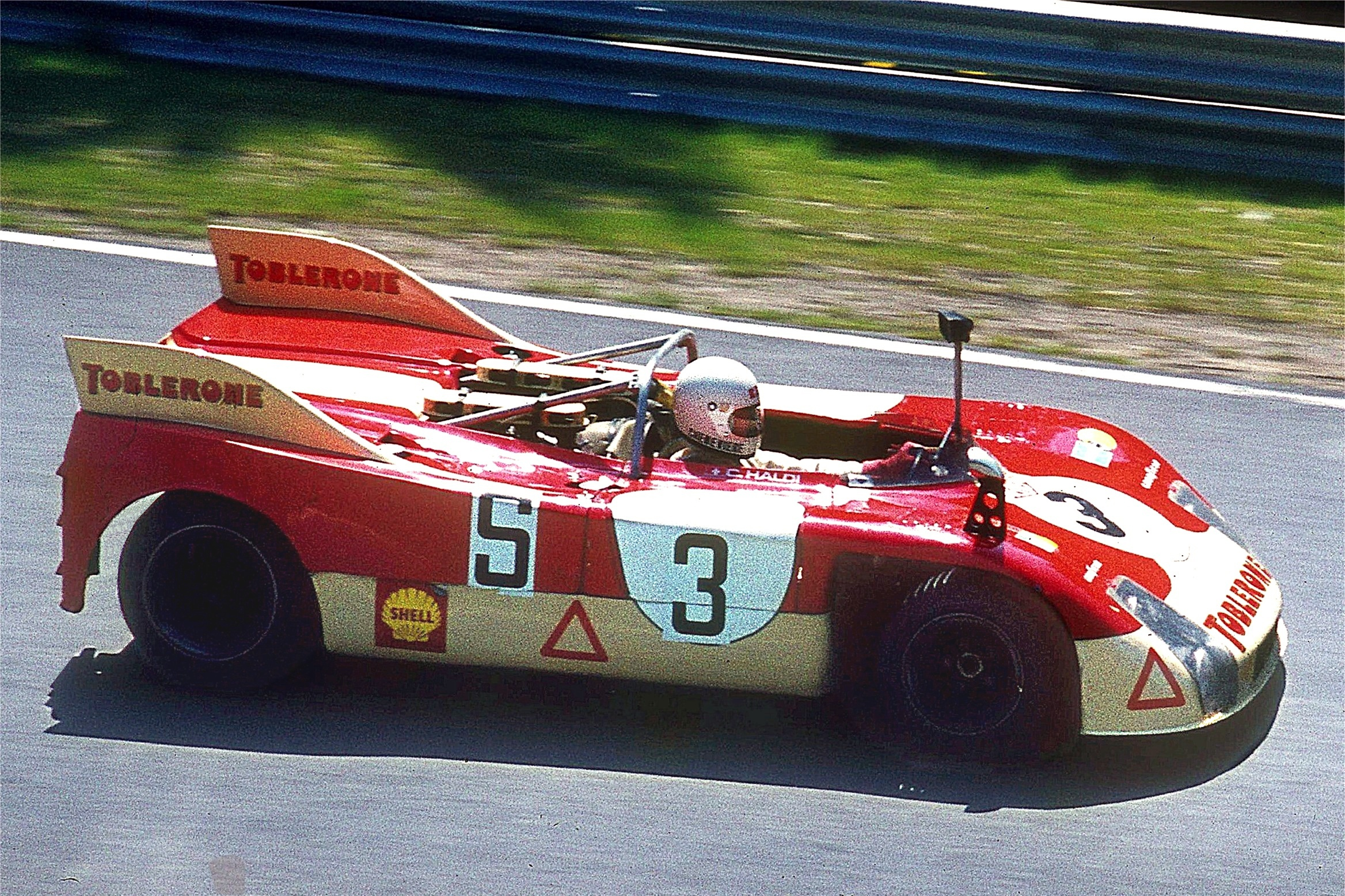
Porsche 908/03 – 1973

Ab 1967 waren in der EBM alle FIA-Fahrzeugklassen außer einsitzigen Formelautos startberechtigt. Sie wurden in Divisionen für GTs, Touren-, Sport- und Rennwagen unterteilt. Die Rennwagen waren damals zweisitzige Prototypen bis maximal 2 Liter Hubraum. Der punktbeste Fahrer aller Divisionen erhielt den Europameistertitel, alle anderen Divisionssieger bekamen einen Bergpokal.
| Jahr | GT               | GT            | Sportwagen             | Sportwagen             | Rennwagen              | Rennwagen              | Tourenwagen      | Tourenwagen        |
| Jahr | Fahrer           | Fahrzeug      | Fahrer                 | Fahrzeug               | Fahrer                 | Fahrzeug               | Fahrer           | Fahrzeug           |
| ---- | ---------------- | ------------- | ---------------------- | ---------------------- | ---------------------- | ---------------------- | ---------------- | ------------------ |
| 1967 | Anton Fischhaber | Porsche 911 S | Rudi Lins              | Porsche 906 Carrera 6  | Gerhard Mitter         | Porsche 910 Bergspyder | –                | –                  |
| 1968 | Holger Zarges    | Porsche 911 T | Sepp Greger            | Porsche 906 Carrera 6  | Gerhard Mitter         | Porsche 910 Bergspyder | Ernst Furtmayr   | BMW 2002ti         |
| 1969 | Sepp Greger      | Porsche 911 T | Arturo Merzario        | Abarth 2000S           | Peter Schetty          | Ferrari 212E Montagna  | Ernst Furtmayr   | BMW 2002ti         |
| 1970 | Claude Haldi     | Porsche 911 S | Johannes Ortner        | Abarth 2000            | –                      | –                      | Ernst Furtmayr   | BMW 2800 CS        |
| 1971 | Willi Bartels    | Porsche 911 S | Johannes Ortner        | Abarth 3000 SP         | –                      | –                      | Walter Brun      | BMW 2800 CS        |
| Jahr | –                | –             | Einsitzige Formelwagen | Einsitzige Formelwagen | Zweisitzige Rennwagen  | Zweisitzige Rennwagen  | Produktionswagen | Produktionswagen   |
| 1972 | –                | –             | Xavier Perrot          | March 722 F2           | Franco Pilone          | Abarth 2000            | Anton Fischhaber | Porsche 911 S      |
| 1973 | –                | –             | Jimmy Robert Mieusset  | March 722 F2           | Juan Alfonso Fernandez | Porsche 908/03         | Sepp Greger      | Porsche Carrera RS |
| 1974 | –                | –             | Jimmy Robert Mieusset  | March 722 F2           | Juan Alfonso Fernandez | Osella PA2             | Anton Fischhaber | Porsche Carrera RS |

Fahrer in Gelb: Europameister

### Ab 1975
Ab 1975 wurde kein Europameistertitel mehr im Gesamtklassement vergeben. Es wurden nun zwei Titel vergeben: einer für Produktionswagen (vormals Serienwagen) und einer für Rennwagen (vormals Sportwagen). Zur Meisterschaft für die Rennwagen waren über die Jahre hinweg verschiedene Klassen zugelassen. So waren anfangs Fahrzeuge der Gruppe 7, bis Anfang der Achtziger Rennwagen der Gruppe 6 und der Gruppe C zugelassen, welche sogar in der Sportwagen-WM startberechtigt waren. Später hingegen waren es dort eher Formelwagen, welche die Rennsiege einfuhren. Besonders beliebt in dieser Klasse sind auch heute noch ehemalige Formel-3000-Rennwagen.
Die Kategorie der Produktionswagen setzte sich über die Jahre hinweg aus Gran Turismos und Tourenwagen zusammen. Teilweise war die Kategorie noch in weitere Divisionen unterteilt, wie zum Beispiel Gruppe A, Gruppe B und Gruppe N. Der Fahrer mit der höchsten Punktzahl aus den Divisionen erhielt den Europameistertitel für Produktionswagen, die anderen Divisionssieger einen Europapokal.
Seit 2021 bilden in der EBM die FIA-Performance-Gruppen die Grundlage für die Einteilung der Produktionswagen. Rennwagen werden nach wie vor nach Hubraum unterteilt.
| Jahr | Produktionswagen                          | Produktionswagen                          | Rennwagen                                 | Rennwagen                                 |
| Jahr | Fahrer                                    | Fahrzeug                                  | Fahrer                                    | Fahrzeug                                  |
| ---- | ----------------------------------------- | ----------------------------------------- | ----------------------------------------- | ----------------------------------------- |
| 1975 | Jean-Claude Bering                        | Porsche 911 Carrera u. a.                 | Mauro Nesti                               | Lola / Chevron                            |
| 1976 | Jean-Claude Bering                        | Porsche 911 Carrera                       | Mauro Nesti                               | Lola / Chevron                            |
| 1977 | Heinz-Jürgen Pohlmann                     | Ford Escort RS                            | Mauro Nesti                               | Lola T296                                 |
| 1978 | Jacques Alméras                           | Porsche                                   | Jean-Marie Alméras                        | Porsche 935                               |
| 1979 | Jacques Alméras                           | Porsche 934                               | Jean-Marie Alméras                        | Porsche 935                               |
| 1980 | Jacques Alméras                           | Porsche                                   | Jean-Marie Alméras                        | Porsche 935                               |
| 1981 | Herbert Stenger                           | Ford Escort                               | Jean-Louis Bos                            | Lola                                      |
| 1982 | Jacques Guillot                           | Porsche                                   | Herbert Stenger                           | Ford Capri Turbo                          |
| 1983 | Rolf Göring                               | BMW M1                                    | Mauro Nesti                               | Osella PA9                                |
| 1984 | Rolf Göring Giovanni Rossi                | BMW M1 BMW 635 CSi                        | Mauro Nesti                               | Osella PA9                                |
| 1985 | Francis Dosières                          | BMW 635 CSi                               | Mauro Nesti                               | Osella PA9-BMW                            |
| 1986 | Claude-François Jeanneret                 | Audi Quattro A2                           | Mauro Nesti                               | Osella PA9                                |
| 1987 | Claude-François Jeanneret                 | Audi Quattro A2                           | Mauro Nesti                               | Osella PA9 / Lucchini S287                |
| 1988 | Giovanni Rossi                            | Renault 5 Turbo                           | Mauro Nesti                               | Osella PA9                                |
| 1989 | Francis Dosières                          | BMW M3                                    | Andrés Vilariño                           | Lola T298-BMW                             |
| 1990 | Francis Dosières                          | BMW M3                                    | Andrés Vilariño                           | Lola T298                                 |
| 1991 | Iňaki Goiburu                             | BMW M3                                    | Andrés Vilariño                           | Lola T298                                 |
| 1992 | Francis Dosières                          | BMW M3                                    | Andrés Vilariño                           | Lola T298                                 |
| 1993 | Francis Dosières                          | BMW M3                                    | Francisco Egózcue                         | Osella PA9/90-BMW                         |
| 1994 | Josef Kopecký                             | Ford Escort RS Cosworth                   | Francisco Egózcue                         | Osella PA9/90                             |
| 1995 | Otakar Krámský                            | BMW M3                                    | Fabio Danti                               | Lucchini P3-94M                           |
| 1996 | Bruno Houzelot                            | Ford Escort RS Cosworth                   | Fabio Danti                               | Osella PA20S                              |
| 1997 | Otakar Krámský                            | BMW M3                                    | Pasquale Irlando                          | Osella PA20S                              |
| 1998 | Otakar Krámský                            | BMW M3 E36                                | Pasquale Irlando                          | Osella PA20S                              |
| 1999 | Niko Pulić                                | BMW M3                                    | Pasquale Irlando                          | Osella PA20S-BMW                          |
| 2000 | Niko Pulić                                | BMW M3                                    | Franz Tschager                            | Osella PA20S-BMW                          |
| 2001 | Niko Pulić                                | BMW M3                                    | Franz Tschager                            | Osella PA20S-BMW                          |
| 2002 | Piergiorgio Bedini                        | Ford Escort RS Cosworth                   | Franz Tschager                            | Osella PA20S                              |
| 2003 | Robert Šenkýř                             | BMW M3 E36                                | Denny Zardo                               | Osella PA20S                              |
| 2004 | Robert Šenkýř                             | BMW M3                                    | Giulio Regosa                             | Osella-BMW PA20S CN                       |
| 2005 | Jörg Weidinger                            | BMW M3                                    | Simone Faggioli                           | Osella-BMW PA21S CN                       |
| 2006 | Jörg Weidinger                            | BMW M3                                    | Giulio Regosa                             | Lola T96/50 F3000                         |
| 2007 | Peter Jurena                              | Mitsubishi Lancer Evo IX                  | Ander Vilarino                            | Reynard 01L-Mugen Formel Nippon           |
| 2008 | Miroslav Jakeš                            | Mitsubishi Lancer Evo IX                  | Lionel Régal                              | Reynard 01L-Mugen Formel Nippon           |
| 2009 | Václav Janík                              | Mitsubishi Lancer Evo VIII Gr. A          | Simone Faggioli                           | Osella FA 30-Zytek                        |
| 2010 | Roland Wanek                              | Mitsubishi Lancer Evo IX Gr. N            | Simone Faggioli                           | Osella FA 30-Zytek                        |
| 2011 | Aleš Prek                                 | Mitsubishi Lancer Evo IX Gr. N            | Simone Faggioli                           | Osella FA 30-Zytek                        |
| 2012 | Dušan Borković                            | Mitsubishi Lancer Evo IX Gr. N            | Simone Faggioli                           | Osella FA 30-Zytek                        |
| 2013 | Tomislav Muhvić                           | Mitsubishi Lancer Evo IX Gr. N            | Simone Faggioli                           | Osella FA 30-Zytek                        |
| 2014 | Igor Stefanovski                          | Mitsubishi Lancer Evo IX Gr. N            | Simone Faggioli                           | Norma M20FC-Zytek                         |
| 2015 | Igor Stefanovski                          | Mitsubishi Lancer Evo IX Gr. N            | Simone Faggioli                           | Norma M20FC-Zytek                         |
| 2016 | Nikola Miljković                          | Mitsubishi Lancer Evo IX Gr. N            | Simone Faggioli                           | Norma M20FC-Zytek Osella FA 30            |
| 2017 | Erich Weber („Tessitore“)                 | Audi R8 LMS GT                            | Simone Faggioli                           | Norma M20FC-Zytek                         |
| 2018 | Lukáš Vojáček                             | Subaru Impreza WRX STi Gruppe A           | Christian Merli                           | Osella FA30 Zytek                         |
| 2019 | Lukáš Vojáček                             | Subaru Impreza WRX STi Gruppe A           | Simone Faggioli Christian Merli           | Norma M20FC-Zytek Osella FA30 Zytek       |
| 2020 | Keine Wertung wegen der COVID-19-Pandemie | Keine Wertung wegen der COVID-19-Pandemie | Keine Wertung wegen der COVID-19-Pandemie | Keine Wertung wegen der COVID-19-Pandemie |
| 2021 | Antonino Migliuolo                        | Mitsubishi Lancer Evo IX PF Klasse 3      | Christian Merli                           | Osella FA30 Zytek                         |
| 2022 | Vasilije Jakšić                           | Mitsubishi Lancer Evo IX PF Klasse 4      | Christian Merli                           | Osella FA30 Judd LRM                      |
| 2023 | Igor Stefanovski                          | Hyundai i30 N TCR PF Klasse 3             | Christian Merli                           | Osella FA30 Judd LRM                      |
| 2024 | Matija Jurišić                            | Peugeot 308 TCR 1.6 PF Klasse 4           | Geoffrey Schatz                           | Nova NP 01-2 C Honda Turbo                |